# Crambidia pallida
Crambidia pallida är en fjärilsart som beskrevs av Alpheus Spring Packard 1864. Crambidia pallida ingår i släktet Crambidia och familjen björnspinnare. Inga underarter finns listade i Catalogue of Life.